# Сукромля (Тверская область)
Сукро́мля — село в Торжокском районе Тверской области России. Административный центр Сукромленского сельского поселения.
Расположено в 23 км к юго-западу от города Торжка, на автодороге «Торжок — Луковниково». На юго-восток от села идёт дорога на Высокое (через Альфимово, Переслегино, Кожевниково).
Население по переписи 2002 года — 395 человек, 182 мужчины, 213 женщин.
К селу непосредственно примыкают деревня Новинки (на севере) и посёлок Нерудный (на востоке).

## История
В 1859 году в казённом селе Сукромля 75 дворов, 539 жителей.
В конце XIX — начале XX века село — центр Сукромлинской волости и прихода Новоторжского уезда Тверской губернии. По переписи 1920 в Сукромле 885 жителей.
В годы войны здесь находился военный аэродром. На фронтах (1941—1945) погибли 78 жителей села.
По переписи 1989 года в селе 473 жителя.
В 1996 году село центр сельского округа, 160 хозяйств, 457 жителей.

## Население
| 1859 | 1884 | 1897 | 1989 | 2002 | 2008 | 2010 |
| ---- | ---- | ---- | ---- | ---- | ---- | ---- |
| 539  | ↗732 | ↗811 | ↘473 | ↘395 | ↗402 | ↘390 |

## Инфраструктура
- Администрация сельского поселения.
- МОУ «Сукромленская Средняя Общеобразовательная Школа»
- Сельский Дом культуры
- Сукромленская сельская библиотека.
- фельдшерский пункт.
- Отделение почтовой связи.
- Церковь Преображения Господня (1836).
- Правление колхоза «Верный Путь».
- Песчано-гравийный карьер и дробильно-сортировочный завод (п. Нерудный).
- Магазины.

## Известные уроженцы
- В деревне Новинки родился (1924) Герой Советского Союза (посмертно, 1945) Михаил Николаевич Виноградов.